# 謀士
謀士，又称策士，主要出謀劃策的人則稱為謀主。漢字文化圈古代为一定的政治集团设谋献计的人。常以“门客”、“军师”、“幕僚”等身份，为主人在军事和行政方面出谋划策。謀主主要職務並非統軍事、為將率，如《魏書》〈袁紹傳〉所稱：「衆數十萬、以審配、逢紀統軍事、田豐、荀諶、許攸為謀主、顏良、文醜為將率」，故三國蜀漢代表性謀主為法正，而非諸葛亮。而曹魏謀主為荀攸、司馬懿而非郭嘉。

## 著名谋士
- 伊尹
- 姜子牙
- 管仲
- 狐偃
- 文种
- 范蠡
- 孙膑
- 张仪
- 尉缭
- 张良
- 陈平
- 邓禹
- 荀彧
- 程昱
- 郭嘉
- 賈詡
- 司馬懿
- 龐統
- 诸葛亮
- 姜維
- 王猛
- 高熲
- 徐世勣
- 魏征
- 李泌
- 赵普
- 刘基
- 姚广孝
- 范文程
- 宋献策
- 牛金星

## 外部連結
文献
- 杜雯 編著. . 臺北市: 臺灣知識庫. 2009年7月. ISBN 9789868489295.

1. ↑  《三國志•先主傳》：「先主復領益州牧，諸葛亮為股肱，法正為謀主，關羽、張飛、馬超為爪牙，許靖、麋竺、簡雍為賓友。」；《法正傳》：「以正為蜀郡太守、揚武將軍，外統都畿，內為謀主。」
2. ↑  《三國志》《荀攸傳》：「是時荀攸常為謀主。」
3. ↑  《三國志》：「司馬懿父子，自握其柄，累有大功，除其煩苛而布其平惠，為之謀主而救其疾，民心歸之，亦已久矣。」